# Pléioné
Pléioné (görög betűkkel eredetileg Πληιόνη – Pléioné, később Πλειόνη – Pleioné) a görög mitológiában a világot átölelő tengeristen  Ókeanosz és Téthüsz lánya, ókeanisz, Atlasz felesége. Tizenkét lányuk és egy fiuk született – köztük Élektra (Dardanosz anyja) és Hüasz.
Hét leányából, a Pleiaszokból lettek a Plejádok istennői. A további öt leánya is az égboltra került, a Hüaszoknak nevezett esőcsillagzat képében. Pleionét leányaival együtt Órión üldözte, és Zeusz kegyéből, akárcsak gyermekei, ő is csillaggá változott.

## Külső hivatkozások
- Nőalakok a görög mitológiában, Pleione
- Görög istenek, Pleióné